# Smart grid

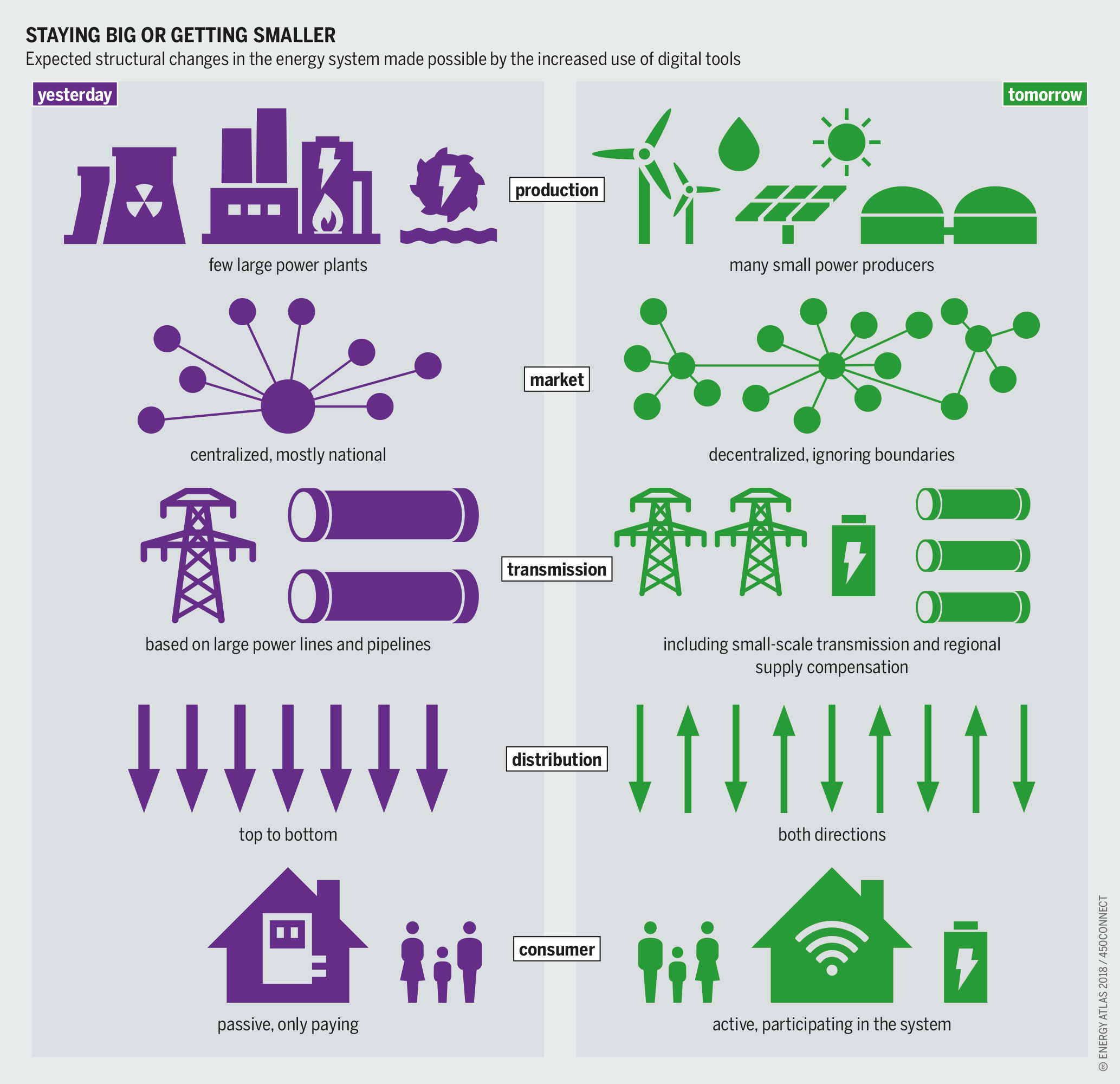

A smart grid vagy okoshálózat olyan elektromos hálózat, mely az információs és kommunikációs technológiák segítségével gyűjt információkat a szolgáltatók és a fogyasztók szokásairól, majd ezeket felhasználva automatikusan képes növelni a hálózat hatékonyságát, megbízhatóságát, gazdaságosságát és fenntarthatóságát.

## Története
Napjaink váltakozó áramú elektromos hálózata 1896 után jött létre, Nikola Tesla munkássága nyomán. A 20. század során a hálózatok a helyi hálózatok növekedéséből és összekapcsolódásából jöttek létre, a '60-as évekre a fejlett országokat jellemző nagy és erőteljesen összekapcsolódott hálózatokká válva. Ezek a hálózatok számos központi erőművet tartalmaztak, mivel a korban hatékony áramtermelés méretgazdaságossági okokból elsősorban a nagy erőművek építését támogatta. A növekvő energiaigény újabb és újabb erőművek építését tette szükségessé, ugyanakkor az egyéni fogyasztás mérése nem volt mindig egyszerű. Az időszakban előszeretettel alkalmaztak átalánydíjat és kettős tarifát, ami éjszaka olcsóbb áramot tett elérhetővé. Ennek ellenére az áramfelhasználás csúcsa továbbra is napközben következett be, ami ún. csúcserőművek építését tette szükségessé.
A 21. század elejétől az infokommunikációs technika fejlődése, párhuzamosan a megújuló energiaforrások iránti igény növekedésével a hálózat újragondolásának szükségességét tette nyilvánvalóvá. A nagy, központosított rendszerrel szemben felmerült az igény egy decentralizáltabb áramhálózat iránt, amit a terrorista támadásokkal szembeni félelem is táplált.
A technológia fejlődés egyre szofisztikáltabb megoldásokat tett lehetővé, mígnem az olasz Telegestore Project - az első sok háztartást (27 millió) összekötő kísérlet - 2000-ben elindult.

## Tulajdonságai
A smart grid még fejlődő technológia, ám a jelenlegi és a javasolt technológiák a következő tulajdonságok elérését tervezik.

### Megbízhatóság
Az okoshálózat igyekszik a hibakereső és öngyógyító technológiákat alkalmazni, ami lehetővé teszi, hogy technikusok kiszállása nélkül is működőképes maradjon a hálózat.

### A hálózati topológia flexibilitása
A következő generációs átviteli és disztribúciós infrastruktúra jobb minőségű kétirányú energiamozgást tesz lehetővé, ami az elosztott termelést, mint például a fotovoltaikus panelek vagy szélerőművek használatát teszi lehetővé.

### Hatékonyság
Számos lehetőség nyílik a hatékonyság növelésére, ezek közül a legjelentősebb a kereslet oldali menedzsment lehet.

### Fenntarthatóság
A hálózat nagyobb rugalmassága lehetővé teszi a változékony megújuló energiaforrások, mint a nap vagy a szélenergia használatát.

### Piacösztönző
A fogyasztók és a termelők közötti hatékonyabb kommunikációnak hála, a fogyasztók újabb energiafelhasználási stratégiákat dolgozhatnak ki, és az áram ára sem lenne feltétlenül időben állandó. A rugalmas áramtermelők így képesek lehetnek a profitmaximalizálásra, míg az alapgenerátorok számára az ár jóval nagyobb változatosságot mutatna a kereslettől és a párhuzamos kínálattól függően. A várható hatás így egy olyan rendszer lenne, mely az energiahatékonyságot és az időben változó árakra érzékeny fogyasztást díjazná.